# Capella del Sant Àngel del Centre Vocacional Mare Oviedo Schontal
La capella del Sant Àngel del Centre Vocacional Mare Oviedo Schontal és la capella que serveix el Convent Centre Vocacional Mare Oviedo Schoental de Tortosa (Baix Ebre) i és inclosa a l'Inventari del Patrimoni Arquitectònic de Catalunya.

## Descripció
Té planta rectangular, d'una sola nau amb capelles laterals obertes entre els contraforts i absis pentagonal. Aquesta capella està situada a l'extrem del braç esquerra del conjunt d'edificis del susdit centre, paral·lela al cos longitudinal d'aquest, amb la capçalera orientada cap al pati emmarcat pels esmentats edificis, i la façana principal amb la porta d'entrada mirant cap a l'exterior -donant a la via del ferrocarril-. L'exterior és d'una gran simplicitat i presenta, a més de la teulada a doble vessant, el típic joc amb l'ordenació entre els dos registres en què es divideix el mur verticalment (registre inferior ocupat per les capelles i el superior amb mur de tancament de la nau). Entre les superfícies delimitades pels contraforts, s'obren finestres i òculs. Pel que fa a l'absis, desapareixen els contraforts, mentre la façana principal, sumant a la plasticitat geomètrica d'aquesta, hi ha la incorporació d'una fornícula amb una imatge de Jesús, tot coronat per un esvelt campanar d'espadanya de doble esqueixada. L'interior disposa de tres trams de nau i tribuna.

## Història
Les obres de les capelles foren iniciades cap al 1905 i concloses al 1907. Després de les destruccions originades per la Guerra Civil, fou reconstruïda.